# Royal Ivey
Royal Terence Ivey (New York, 20 dicembre 1981) è un ex cestista e allenatore di pallacanestro statunitense.

## Carriera
Nato nel quartiere newyorkese di Harlem, ha frequentato la Benjamin N. Cardozo High School nel distretto del Queens. Dopo aver frequentato il college all'Università del Texas a Austin, è stato scelto al secondo giro del Draft NBA 2004 dagli Atlanta Hawks.
Trascorsi tre anni ad Atlanta firma un contratto annuale con i Milwaukee Bucks, squadra con cui gioca la stagione 2007-08.
Alla fine della stagione passa ai Philadelphia 76ers, dove realizza il suo career-high di punteggio contro i New Jersey Nets, mettendo a referto 19 punti. Nel giugno 2009 decide di non avvalersi dell'opzione contrattuale che gli avrebbe garantito un secondo anno a Filadelfia, e diventa free-agent, anche se nell'agosto dello stesso anno farà ritorno alla franchigia dove resterà circa 6 mesi prima di lasciarla per far ritorno a Milwaukee in un affare che porta lui e Primož Brezec ai Bucks e Jodie Meeks con Francisco Elson ai 76ers.
Il 21 luglio 2010 firma un contratto biennale con gli Oklahoma City Thunder, squadra con cui raggiunge la finale dei playoffs 2012, vinta poi dai Miami Heat per 4-1.
Nel 2012 fa ritorno ai Philadelphia 76ers, con cui disputa tutta la stagione.

## Statistiche

### College
| Anno      | Squadra         | PG  | PT  | MP   | TC%  | 3P%  | TL%  | RP  | AP  | PRP | SP  | PP   |
| --------- | --------------- | --- | --- | ---- | ---- | ---- | ---- | --- | --- | --- | --- | ---- |
| 2000-2001 | Texas Longhorns | 33  | 26  | 15,8 | 36,5 | 25,0 | 65,9 | 1,6 | 1,7 | 0,7 | 0,2 | 2,8  |
| 2001-2002 | Texas Longhorns | 34  | 34  | 28,3 | 47,5 | 37,7 | 78,0 | 3,5 | 1,4 | 0,8 | 0,2 | 10,9 |
| 2002-2003 | Texas Longhorns | 33  | 33  | 25,0 | 47,4 | 26,7 | 77,4 | 3,0 | 1,6 | 0,9 | 0,1 | 7,9  |
| 2003-2004 | Texas Longhorns | 33  | 33  | 29,7 | 44,8 | 38,7 | 62,6 | 4,0 | 4,3 | 1,2 | 0,2 | 9,4  |
| Carriera  | Carriera        | 133 | 126 | 24,7 | 45,5 | 33,8 | 70,9 | 3,1 | 2,3 | 0,9 | 0,2 | 7,8  |

### NBA

#### Regular Season
| Anno      | Squadra            | PG  | PT  | MP   | TC%  | 3P%  | TL%  | RP  | AP  | PRP | SP  | PP  |
| --------- | ------------------ | --- | --- | ---- | ---- | ---- | ---- | --- | --- | --- | --- | --- |
| 2004-2005 | Atlanta Hawks      | 62  | 5   | 13,0 | 42,9 | 33,3 | 70,1 | 1,4 | 1,7 | 0,6 | 0,1 | 3,5 |
| 2005-2006 | Atlanta Hawks      | 73  | 66  | 13,4 | 43,9 | 40,0 | 72,7 | 1,3 | 1,0 | 0,3 | 0,1 | 3,6 |
| 2006-2007 | Atlanta Hawks      | 53  | 18  | 10,2 | 44,8 | 31,3 | 68,6 | 1,0 | 0,8 | 0,5 | 0,1 | 3,0 |
| 2007-2008 | Milwaukee Bucks    | 75  | 20  | 19,2 | 39,4 | 32,7 | 72,6 | 1,6 | 2,1 | 0,6 | 0,1 | 5,6 |
| 2008-2009 | Philadelphia 76ers | 71  | 0   | 12,1 | 33,2 | 34,2 | 79,1 | 1,1 | 0,6 | 0,5 | 0,1 | 3,0 |
| 2009-2010 | Philadelphia 76ers | 26  | 0   | 9,1  | 47,3 | 50,0 | 85,7 | 1,0 | 0,7 | 0,4 | 0,1 | 2,7 |
| 2009-2010 | Milwaukee Bucks    | 18  | 0   | 5,0  | 32,1 | 18,2 | 60,0 | 0,4 | 0,6 | 0,5 | 0,0 | 1,3 |
| 2010-2011 | Oklahoma Thunder   | 25  | 0   | 6,2  | 42,1 | 43,8 | 100  | 0,6 | 0,3 | 0,2 | 0,0 | 1,6 |
| 2011-2012 | Oklahoma Thunder   | 34  | 0   | 10,4 | 35,6 | 34,0 | 12,5 | 0,7 | 0,3 | 0,4 | 0,0 | 2,1 |
| 2012-2013 | Philadelphia 76ers | 53  | 5   | 13,2 | 43,1 | 42,0 | 56,3 | 1,1 | 0,6 | 0,4 | 0,1 | 3,2 |
| 2013-2014 | Oklahoma Thunder   | 2   | 0   | 2,5  | 0,0  | 0,0  | -    | 0,5 | 0,0 | 0,0 | 0,0 | 0,0 |
| Carriera  | Carriera           | 492 | 114 | 12,5 | 40,6 | 36,1 | 70,6 | 1,1 | 1,0 | 0,5 | 0,1 | 3,3 |

#### Playoffs
| Anno     | Squadra            | PG | PT | MP  | TC%  | 3P%  | TL%  | RP  | AP  | PRP | SP  | PP  |
| -------- | ------------------ | -- | -- | --- | ---- | ---- | ---- | --- | --- | --- | --- | --- |
| 2009     | Philadelphia 76ers | 6  | 0  | 7,5 | 27,3 | 28,6 | 75,0 | 0,7 | 0,0 | 0,5 | 0,0 | 1,8 |
| 2010     | Milwaukee Bucks    | 3  | 0  | 3,7 | 33,3 | 0,0  | -    | 0,0 | 0,7 | 0,0 | 0,3 | 1,3 |
| 2011     | Oklahoma Thunder   | 2  | 0  | 3,0 | 100  | 100  | -    | 0,5 | 0,5 | 0,0 | 0,0 | 3,0 |
| 2012     | Oklahoma Thunder   | 5  | 0  | 4,2 | 36,4 | 40,0 | 50,0 | 0,6 | 0,2 | 0,4 | 0,0 | 2,2 |
| Carriera | Carriera           | 16 | 0  | 5,2 | 36,7 | 37,5 | 66,7 | 0,5 | 0,3 | 0,3 | 0,1 | 2,0 |

Statistiche aggiornate al 3 maggio 2013
- Massimo di punti: 19 vs New Jersey Nets (29 gennaio 2008)
- Massimo di rimbalzi: 8 vs Atlanta Hawks (16 gennaio 2008)
- Massimo di assist: 8 vs Golden State Warriors (19 gennaio 2008)
- Massimo di stoppate: 2, quattro volte

## Curiosità
- Durante il lockout 2011 è tornato all'università per terminare gli studi.